# Gnome et Rhône
Gnome et Rhône (укр. Гном-рон) — колишній великий французький виробник авіаційних двигунів. Між 1914 і 1918 роками вони виготовили 25 000 своїх 9-циліндрових ротативних моделей Delta і Le Rhône потужністю 110 к.с. (81 кВт), а ще 75 000 було виготовлено різними ліцензіатами. Ці двигуни оснащували більшість літаків у першій половині війни, як зразки союзників, так і німецькі зразки, вироблені компанією Motorenfabrik Oberursel.
У післявоєнну епоху вони започаткували нову дизайнерську серію, яка спочатку базувалася на Bristol Jupiter, але перетворилася на чудовий радіальний дворядний Gnome-Rhône 14K Mistral Major потужністю 1000 к.с. (750 кВт), який також був ліцензований і використовувався. по всьому світу під час Другої світової війни. Вони були основним постачальником двигунів для німецького Люфтваффе, виробляючи як власні конструкції, так і німецькі за ліцензією. Їх заводи стали об'єктом високоточних бомбардувань, що вибило їх із війни.
Компанію було націоналізовано як частину Snecma в 1945 році, але бренд деякий час існував як виробник мотоциклів Gnome et Rhône і велосипедів Gnome et Rhône.